# Vestre Borggletscher
Vestre Borggletscher är en glaciär i Grönland (Kungariket Danmark).   Den ligger i kommunen Sermersooq, i den östra delen av Grönland, 1 400 km öster om huvudstaden Nuuk. Vestre Borggletscher ligger 500 meter över havet.
Terrängen runt Vestre Borggletscher är kuperad åt sydväst, men åt nordost är den bergig. En vik av havet är nära Vestre Borggletscher norrut.  Trakten runt Vestre Borggletscher är nära nog obefolkad, med mindre än två invånare per kvadratkilometer. Det finns inga samhällen i närheten. Trakten runt Vestre Borggletscher är permanent täckt av is och snö.